# Евстрашинцы
Евстрашинцы — опустевшая деревня в Слободском районе Кировской области в составе Озерницкого сельского поселения.

## География
Находится на левобережье реки Летка на расстоянии примерно 47 км на север-северо-запад от районного центра города Слободской.

## История
Известна была с 1891 года, в 1905 отмечено дворов 3 и жителей 29, в 1926 5 и 27, в 1950 6 и 19, в 1989 уже не оставалось постоянного населения.

## Население
Постоянное население  не было учтено как в 2002 году, так и в 2010.